# Gömnitzer Berg
Der Gömnitzer Berg (auch „Gömnitzberg“) ist eine 93,80 Meter hohe Erhebung nahe dem Dorf Gömnitz im Kreis Ostholstein (Gemeinde Süsel) in Schleswig-Holstein. 
Geologisch handelt es sich um eine für die Holsteinische Schweiz typische eiszeitliche Endmoräne des Baltischen Landrückens.
Der Gömnitzer Berg ist nach dem Bungsberg und dem Weiberberg die dritthöchste Erhebung im Kreis Ostholstein. Sie gewährt ebenso wie diese einen weiten Blick in die umgebende Landschaft der Holsteinischen Schweiz und der Lübecker Bucht. Auf der Spitze des Gömnitzer Berges befindet sich der Gömnitzer Turm, ein ehemaliges Seezeichen, das als Ersatz für einen vom Blitz getroffenen Baum, der den Seeleuten als Landmarke diente, errichtet wurde. Die Markierung des höchsten Punkts des Gömnitzer Berges befindet sich wenige Meter neben dem Gömnitzer Turm. In geringer Entfernung vom Gömnitzer Turm befindet sich ein Sendemast.

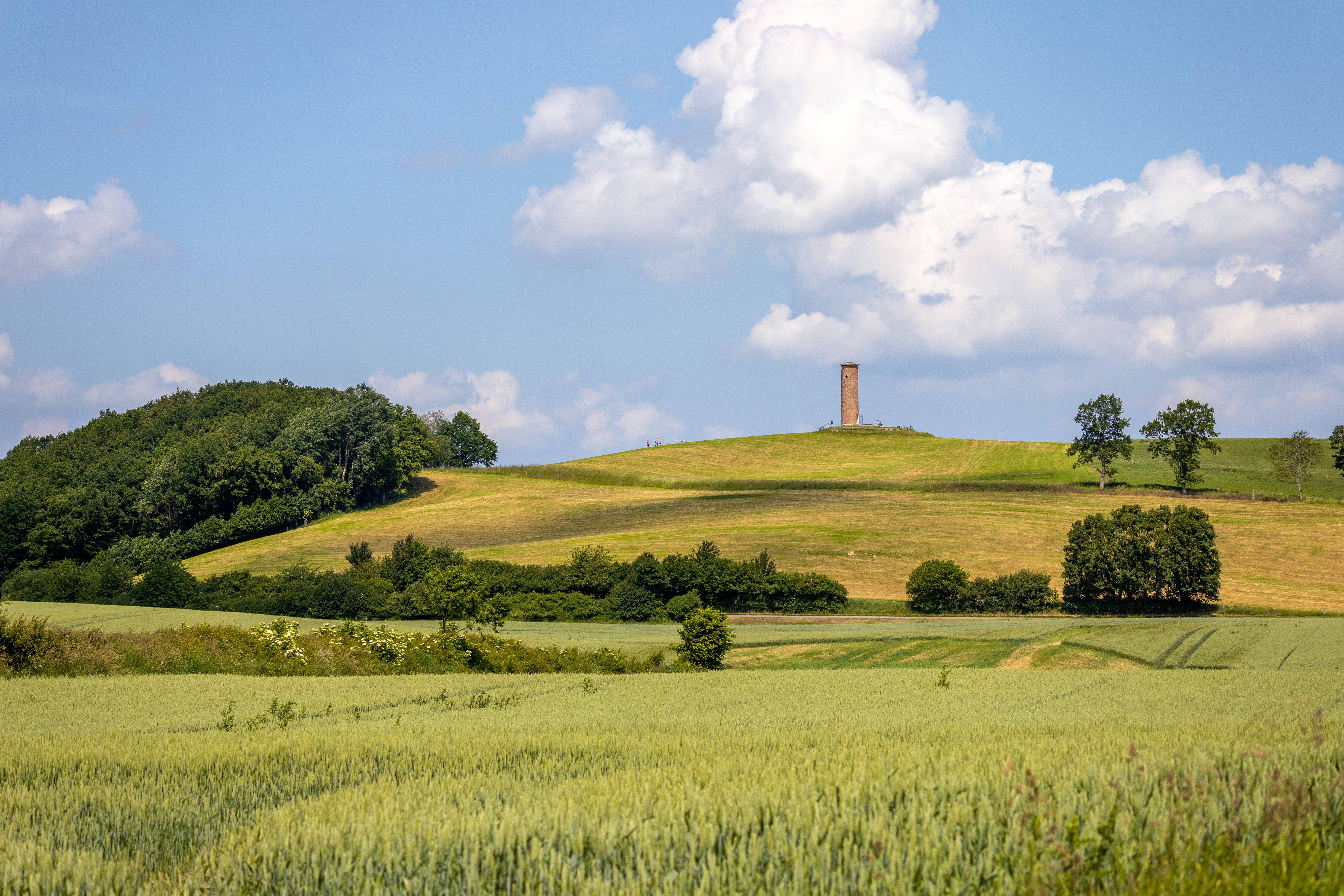
Der Gömnitzer Berg mit dem Gömnitzer Turm, aus Süden
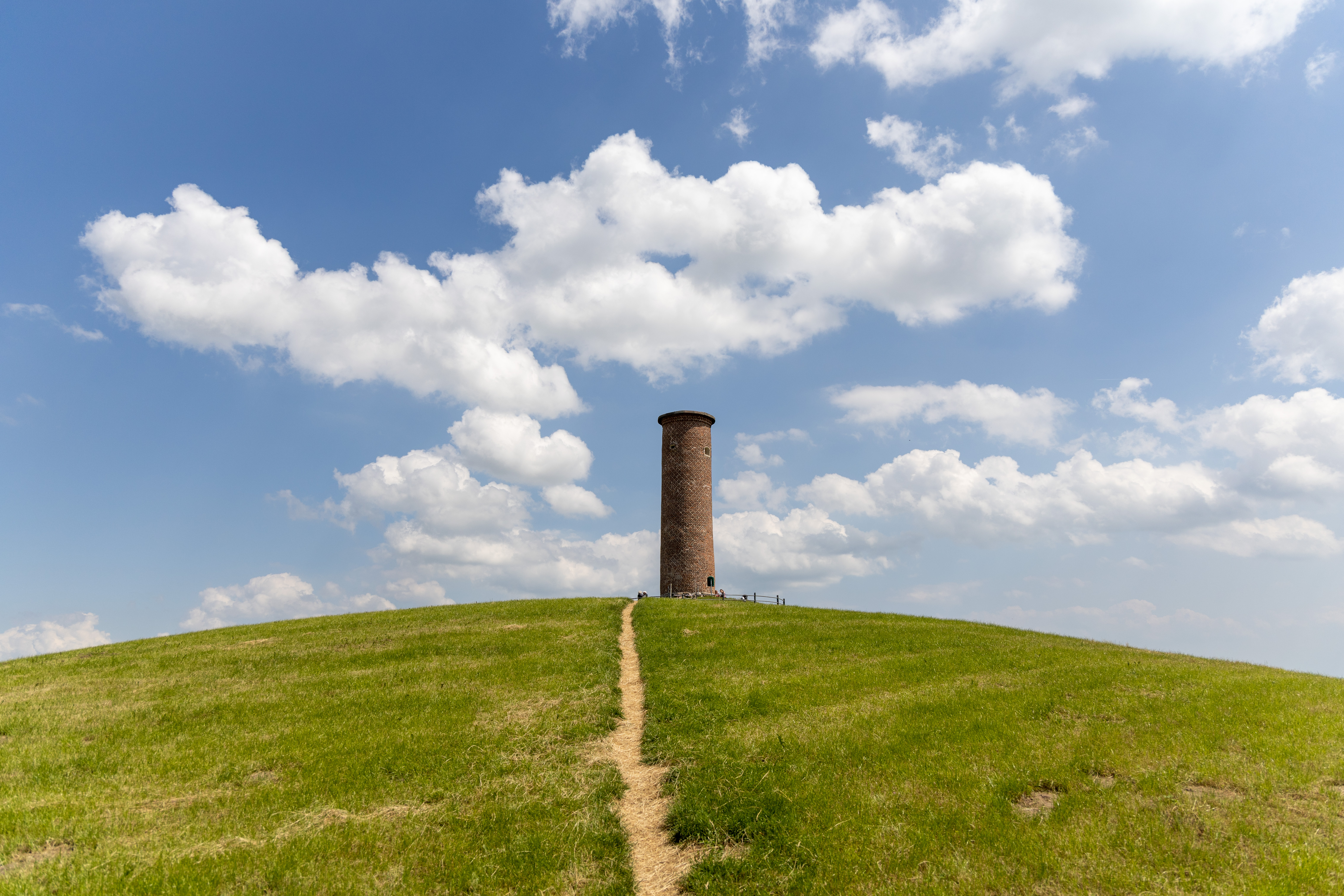
Der Gömnitzer Turm auf der Spitze des Gömnitzer Berges